# Mathilde van Lotharingen

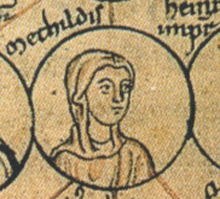
Mathilde van Lotharingen

Mathilde van Lotharingen (zomer 979 - Echtz, landgoed Aeccheze, 4 november 1025) was de derde dochter van keizer Otto II en keizerin Theophanu.
Mathilde was van jongs af aan opgevoed in het Sticht Essen, vermoedelijk om daar later abdis te worden. Zij trad echter in het voorjaar van 991 in het huwelijk met Ezzo, een zoon van de machtige Herman van Lotharingen. Het doel van dit huwelijk was vermoedelijk Ezzo's steun voor het koningschap van de minderjarige keizer Otto III te verzekeren. Mathildes bruidsschat omvatte grote bezittingen in Thüringen en Franken. 

## Familie en kinderen
Ezzo en Mathilde kregen de volgende kinderen:
- Richeza (rond 994–1063), huwde in 1013 met Mieszko II Lambert, koning van Polen (overleden 1034)
- Liudolf (rond 998–1031)
- Otto (rond 998–1047), paltsgraaf van Lotharingen tussen 1035–1045 en hertog van Zwaben tussen 1045 en 1047
- Herman (rond 995–1056), aartsbisschop van Keulen van 1036 tot 1056
- Adelheid, kanunnikes en abdis van Nijvel; overleden op 20 juni van een onbekend jaar, 1051 begraven te Brauweiler
- Theophanu, abdis (1039) van Essen, abdis van Gerresheim en provoost ven Rellinghausen
- Heylwig/Heilwig, abdis van Dietkirchen, Villich en Neuss
- Mathilde, abdis (1021) van Dietkirchen en Vilich
- Sophia/Sophie (ovl. voor 1031), abdis van het Mariaklooster in Mainz
- Ida, non (1027) in het Mariaklooster in Mainz, abdis van Gandersheim (1038),  abdis van Maria im Kapitol in Keulen (1049); overleden op 7 of 8 april 1060 begraven in de basiliek van Maria im Kapitol.

## Voetnoten
1. ↑  volgens Schwennicke, Europäische Stammtafeln, Band I.1 (2005) Tafel 10 und Band I.2 (1999), Tafel 201. De identificatie van Aeccheze met Esch-sur-Sûre, zoals deze bij de genealogie-mittelalter wordt aangegeven, moet wel onjuist zijn; Mathilde is op de 4e van de maand overleden en op de 7e van de maand (Trillmich) begraven - de afstand tussen Esch aan de Sauer en de abdij van Brauweiler bedraagt ongeveer 180 kilometer en die waren niet in drie dagen te overbruggen, terwijl de afstand van Düren-Echtz tot Brauweiler ongeveer 40 kilometer is. Echtz past ook beter dan Esch aan de Sauer bij Mathildes zwager Herman, de graaf van de Zülpichgouw. Het Lexikon des Mittelalters, Edward Hlawitschka, Werner Trillmich en Emil Kimpen houden het punt open door Aeccheze simpelweg gelijk te stellen aan Esch, maar niet te zeggen welke Esch er bedoeld werd.